# Дросси, Пётр Иванович
Пётр Иванович Дросси (1871 — 1914) — русский офицер, герой Первой мировой войны.

## Биография
Сын купца. Уроженец Таганрогского округа Области Войска Донского.
Среднее образование получил в Таганрогской гимназии, где окончил полный курс. Затем в течение двух лет слушал лекции на физико-математическом факультете Московского университета.
В 1894 году окончил военно-училищные курсы при Киевском пехотном юнкерском училище, откуда выпущен был подпоручиком в 9-ю артиллерийскую бригаду. Произведен в поручики 19 августа 1898 года, в штабс-капитаны — 19 августа 1901 года.
Участвовал в русско-японской войне в составе 9-й артиллерийской бригады. За боевые отличия был награждён тремя орденами, произведен в капитаны «за отличия в делах против японцев» (производство утверждено Высочайшим приказом от 22 октября 1906 года). В 1912 году окончил курс Офицерской артиллерийской школы «успешно». 3 июня 1913 года назначен командующим 5-й батареей 31-й артиллерийской бригады, а 31 августа того же года произведен в подполковники «на вакансию».
В Первую мировую войну вступил с 31-й артиллерийской бригадой. Пожалован Георгиевским оружием
За то, что в бою 13 августа 1914 года, находясь на сильно обстреливаемом ружейным огнем передовом наблюдательном пункте, направлял огонь своей батареи, что дало возможность продвинуться вперед, чем и была достигнута общая победа.
Убит 10 декабря 1914 года. Удостоен ордена Св. Георгия 4-й степени
За то, что 10 декабря 1914 года в бою у деревни Ядлова, занимая с батареей закрытую позицию и видя настойчивые атаки противника на 124-й пех. Воронежский полк, выкатил орудия вперед, на открытую позицию цепей, сам прибежал с наблюдательного пункта к батарее и руководил, до момента смерти, ее действиями отбивая „на картечь“ все атаки противника и находясь все время под губительным ружейным огнем его.
Посмертно произведен в полковники 9 января 1915 года «за отличия в делах против неприятеля».

## Награды
- Орден Святого Станислава 3-й ст. (ВП 21.11.1900)
- Орден Святой Анны 3-й ст. с мечами и бантом (ВП 22.01.1906)
- Орден Святого Станислава 2-й ст. с мечами (ВП 23.02.1906)
- Орден Святой Анны 4-й ст. с надписью «за храбрость» (ВП 29.10.1906)
- Орден Святой Анны 2-й ст. (ВП 28.02.1910)
- Орден Святого Георгия 4-й ст. (ВП 26.01.1915)
- Орден Святого Владимира 3-й ст. с мечами (ВП 1.03.1915)
- Георгиевское оружие (ВП 9.03.1915)
- мечи к ордену Св. Анны 2-й ст. (ВП 16.07.1916)